# Sijtze de Jong
Sijtze/Sytze de Jong (Terhorne, 26 september 1901 – Roden, 9 april 1995) was een Nederlands politicus van de PvdA.
Hij werd in de Friese gemeente Utingeradeel geboren als zoon van Anne Sijtzes de Jong (1872-1952; arbeider) en IJtje Schilstra (1871-1957). Van 1920 tot 1945 was hij werkzaam in het onderwijs. Na de bevrijding werd hij in Enschede wethouder van Onderwijs en Financiën. Daarnaast was hij vanaf juni 1951 een jaar Eerste Kamerlid na het opstappen van zijn partijgenoot Roelof Kranenburg. Van midden 1952 tot zijn pensionering in 1966 was De Jong burgemeester van Zutphen. Van 1956 tot 1969 was hij opnieuw Eerste Kamerlid. De Jonge overleed in 1995 op 93-jarige leeftijd.